# Вируанваль
Вируанва́ль — коммуна в Валлонии, расположенная в провинции Намюр, округ Филиппвиль. Принадлежит Франкоязычному сообществу Бельгии. На площади 120,90 км² проживают 5680 человек (плотность населения — 47 чел./км²), из которых 47,38 % — мужчины и 52,62 % — женщины. Средний годовой доход на душу населения в 2003 году составлял 9805 евро.
Почтовый код: 5670. Телефонный код: 060.